# Ceratodontidae
Ceratodontidae – rodzina ryb dwudysznych (Dipnoi) utworzona przez Gilla w 1872. Początkowo obejmowała taksony wymarłe oraz jeden gatunek współcześnie żyjący – rogoząb australijski (Neoceratodus forsteri). Dokładniejsze badania wykazały, że Ceratodontidae sensu lato jest taksonem parafiletycznym. N. forsteri został przeniesiony do odrębnej rodziny Neoceratodontidae, natomiast do obecnej Ceratodontidae zaliczane są rodzaje:
- †Ceratodus
- †Metaceratodus

Typem nomenklatorycznym rodziny jest Ceratodus.